# Běleč nad Orlicí
Pour les articles homonymes, voir Běleč.
Běleč nad Orlicí (en allemand : Großbieltsch) est une commune du district, et de la région de Hradec Králové, en République tchèque. Sa population s'élevait à 395 habitants en 2022.

## Géographie
Běleč nad Orlicí est arrosée par la rivière Orlice et se trouve à 8 km à l'est de Hradec Králové et à 109 km à l'est de Prague.

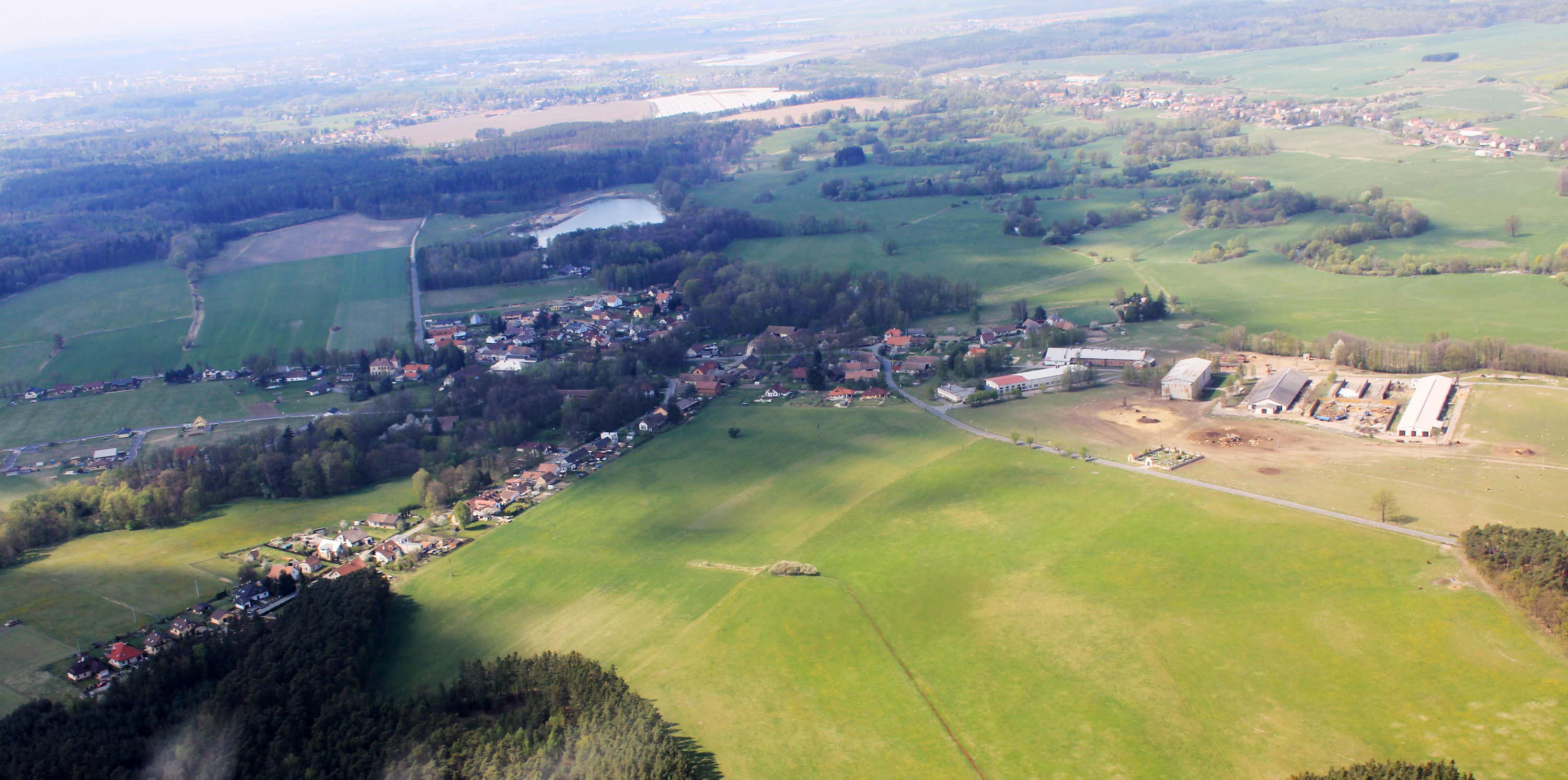
Vue aérienne de Běleč nad Orlicí.

La commune est limitée par Blešno et Třebechovice pod Orebem au nord, par Týniště nad Orlicí à l'est, par Býšť au sud et par Hradec Králové à l'ouest.

## Histoire
La première mention écrite de la localité date de 1336.

## Galerie

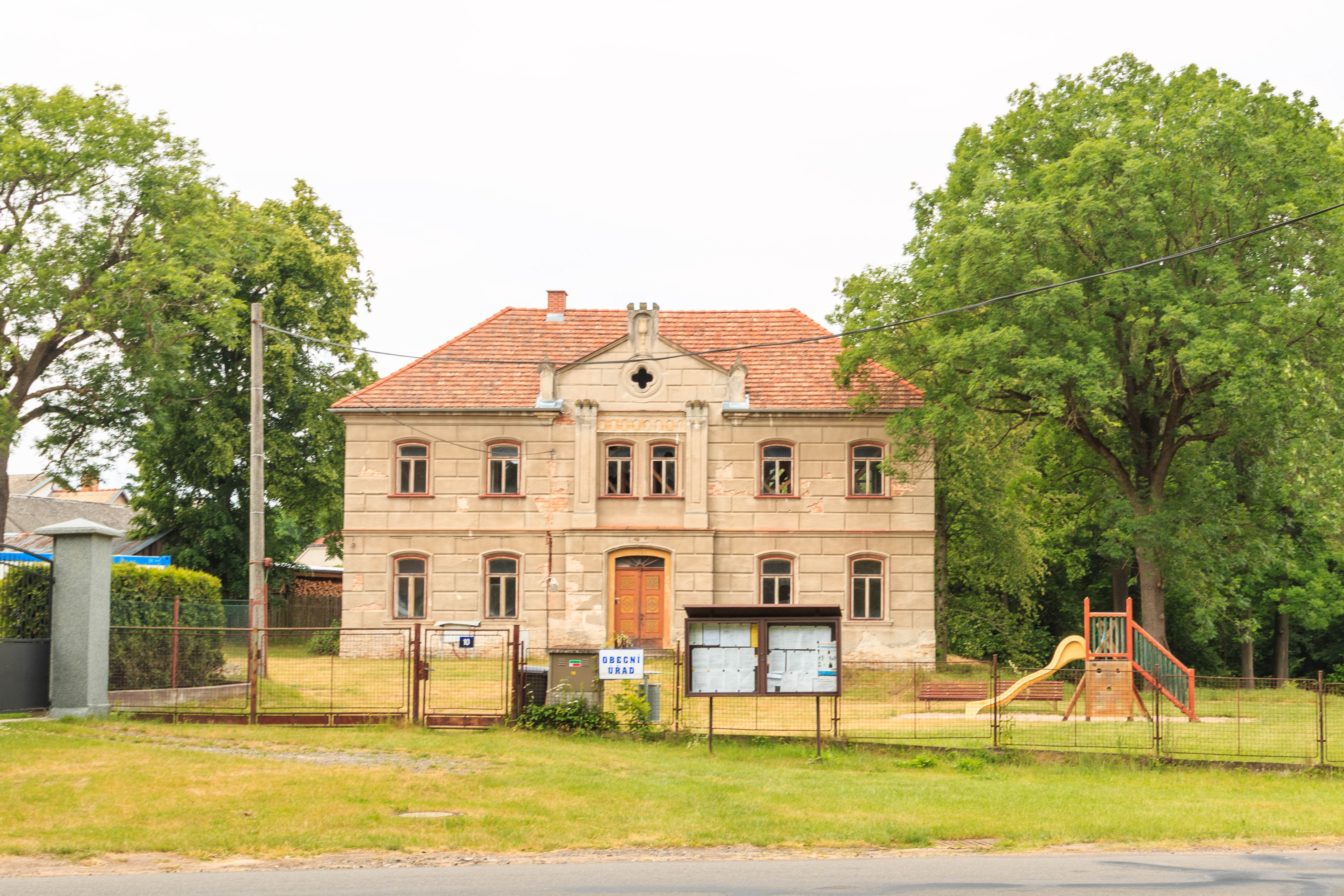
Běleč  : la mairie.
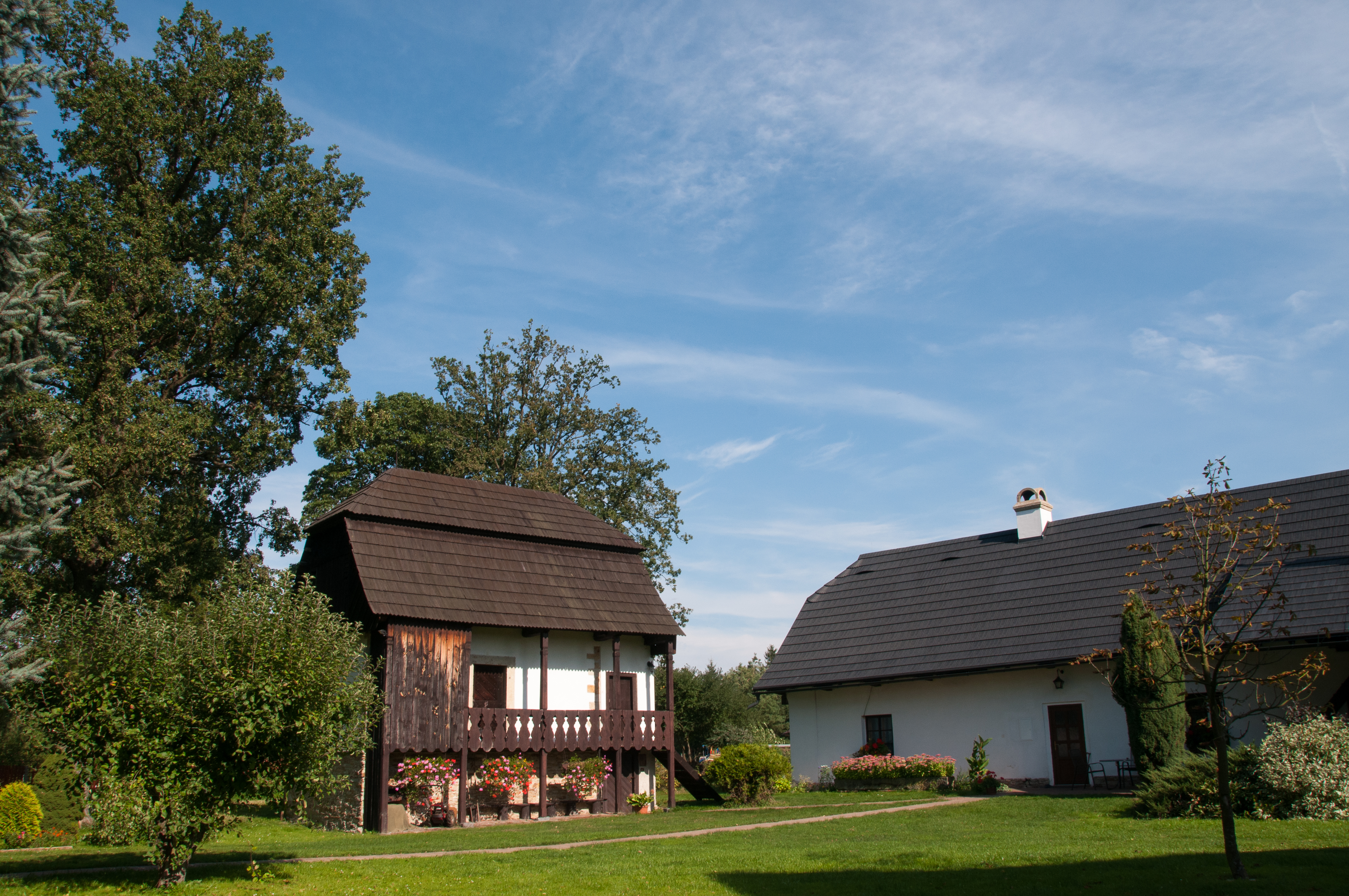
Maison rurale.

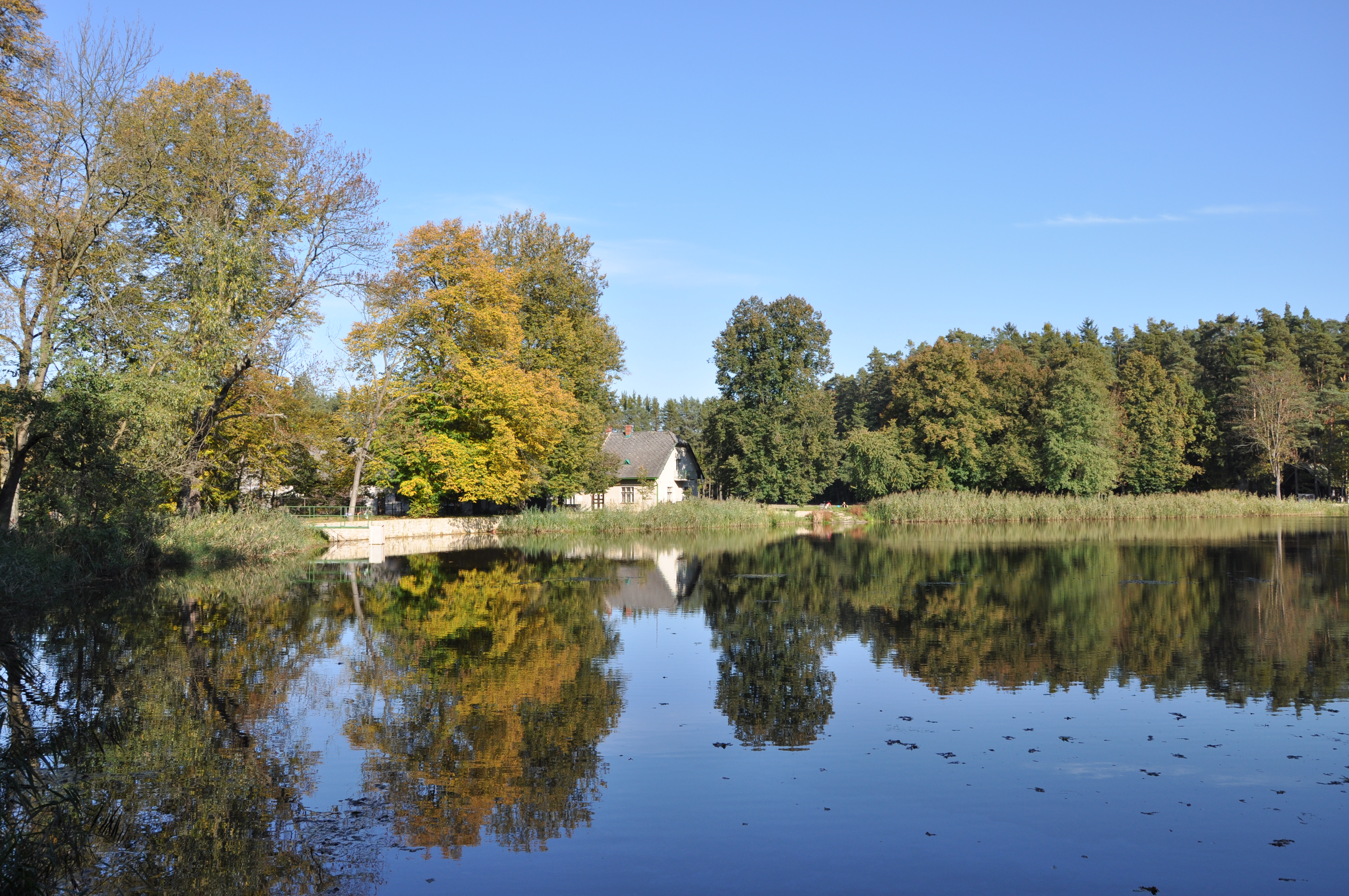
Étang à Běleč.

## Transports
Par la route, Běleč nad Orlicí trouve à 5 km de Třebechovice pod Orebem, à 10 km de Hradec Králové et à 128 km de Prague. 